# Aliens vs. Predator: Requiem
Aliens vs. Predator: Requiem (prt: Aliens vs. Predador 2; bra: Alien vs. Predador 2), abreviado como: AVP:R, é um filme americano de ficção científica lançado em 2007 dirigido pelos irmãos Strause, Colin Strause e Greg Strause.

## Sinopse
Imediatamente após o final do primeiro filme, enquanto os Predadores levam de volta alguns Abraçadores (Facehuggers) Alien e o último sobrevivente da caçada na Antártida, Scar, que acaba morrendo ao nascer dele um híbrido Predalien. O Predalien mata todos os Predadores da espaçonave, que perde o controle e cai na Terra, mais especificamente nos arredores da cidade estadunidense de Gunnison, Colorado. Antes de morrer, um Predador consegue enviar uma mensagem de socorro de volta para o seu planeta natal, de modo que um Predador que está em um observatório do seu planeta a recebe e parte imediatamente para a Terra para controlar a situação.
Na chegada do Predador delegado à Terra, ele chega nos destroços do nave, onde vê os vídeos de segurança e presencia os Abraçadores escaparem para a mata próxima. Após apagar com ácido as evidências do Xenomorfo e acionar a autodestruição da nave para impedir que os humanos a descobrissem, o Predador vai em busca dos Aliens. Quando encontra os corpos de um caçador e seu filho que tinham sido impregnados pelos Abraçadores, o Predador dissolve as provas da infestação e é encontrado por um policial buscando pelos desaparecidos, que acaba morto pelo Predador. Em seguida o Predador vai para um esgoto onde mata Aliens nascidos de mendigos, mas o Predalien escapa. O número de corpos de vítimas o faz perceber que os Aliens estão se multiplicando a níveis alarmantes. 
Enquanto isso, um grupo de jovens civis liderados pelo ex-presidiário Dallas Howard (Steve Pasquale) e a militar Kelly O'Brien (Reiko Aylesworth) se envolvem no meio e ajudam a combater a infestação na cidade, onde a maioria deles morrem tanto pelas mãos dos Aliens, quanto pelo Predador que não admite o envolvimento dos humanos na trama. O número de Aliens é aumentado pela capacidade do Predalien de impregnar humanos sem precisar de ovos e nem Abraçadores, chegando a atacar uma maternidade para infectar mulheres grávidas para que suas larvas se alimentem dos bebês humanos no ventre. 
Os Fuzileiros então são acionados pelas autoridades locais para combater a ameaça, todavia são retaliados pelos Aliens. O Predador continua a luta contra o Predalien e suas crias até que uma ordem superior do Comando dos Fuzileiros e do Governo Americano mandam evacuar a população da cidade para um ponto "seguro" num suposto resgate, mas era uma armadilha para atrair todos os aliens para um único local. Os humanos dissidentes, sentindo algo estranho na atuação do Governo, resolvem abandonar a cidade com um helicóptero que encontrava-se estacionado no heliponto no último pavimento da maternidade, local onde a infestação dos Aliens estava mais crítica. O Predador aparece e se digladia veemente com o Predalien, em uma batalha que só termina com a morte dos dois quando uma bomba nuclear destrói a cidade. Os sobreviventes que conseguiram chegar ao helicóptero escaparam da explosão.
Por fim, o governo americano detém e armazena a arma do Predador que estava nas mãos de um dos sobreviventes, entregando-a para uma "Sra. Yutani", implicando futuro envolvimento da Weyland-Yutani dos filmes Alien.

## Elenco
- Steven Pasquale — Dallas Howard
- Reiko Aylesworth — Kelly O'Brien
- John Ortiz — Xerife Eddie Morales
- Johnny Lewis — Ricky Howard
- Ariel Gade — Molly O'Brien
- Kristen Hager — Jesse
- Gina Holden — Carrie
- Robert Joy — Coronel Stevens
- Liam James — Sam
- David Paetkau — Dale Collins
- Sam Trammell — Tim O'Brien
- Ian Whyte — Predador (apelidado "Wolf" pela produção em homenagem a Winston Wolf de Pulp Fiction)[6]
- Tom Woodruff Jr. — Alien e Predalien
- Chelah Horsdal — Darcy
- Meshach Peters — Curtis
- Matthew A. Ward — Mark
- Michael Sucháneck — Nick
- David Hornsby — Drew
- Chris Martin — Deputado Ray
- Kurt Max Runte — Buddy
- James Chutter — Deputado Joe